# Eugenio Riccomini

Eugenio Riccòmini (a destra), con Cesare Gnudi.

Eugenio Riccomini (Nuoro, 5 maggio 1936 – Bologna, 25 dicembre 2023) è stato uno storico dell'arte, funzionario e politico italiano.

## Biografia

### Infanzia e formazione
Poco dopo la sua nascita, la famiglia si trasferì a Viterbo, dove il padre Generoso, ingegnere navale, esercitava la professione di direttore d'ufficio nel settore agricolo. La mamma Anna Volpi, di origini piacentine, morì in giovane età. In seguito il padre si trasferì al nord, lasciando i due figli a parenti di Bologna.
Subito dopo la guerra, si trasferì a Parma, dove completò gli studi elementari. In disaccordo con la seconda moglie del padre, proseguì gli studi in diversi collegi religiosi.
Si laureò in lettere moderne presso l'università di Bologna nel 1958, avendo studiato con Stefano Bottari e Carlo Volpe; ottenne il diploma di perfezionamento nella primavera del 1961 e si specializzò presso l'archivio di Stato di Parma in paleografia, archivistica e diplomatica.
A Parma inoltre apprese a disegnare e a dipingere dall'antico sotto la guida di Nando Negri. 

### Carriera

Andrea Emiliani, Denis Mahon, Cesare Gnudi ed Eugenio Riccòmini

Superò il concorso per ispettore di antichità e belle arti e iniziò la carriera a Venezia. Intrattenne rapporti di amicizia con studiosi, antiquari e artisti. In occasione della Biennale di Venezia del 1966 ospitò nelle Gallerie dell'Accademia una mostra di sculture di Luciano Minguzzi e di incisioni di Luciano De Vita.
Nel 1967 ottenne il trasferimento alla soprintendenza alle gallerie di Bologna e collaborò con Cesare Gnudi al catalogo scientifico della sezione italiana della grande mostra L'Europe gotique al Louvre.
Incaricato della sorveglianza del territorio ferrarese, si occupò della ricerca e catalogazione dei dipinti d'età barocca, perlopiù inediti, che produssero nella pubblicazione di due volumi (1968 e 1970) e in due mostre a Palazzo dei Diamanti, sul Seicento e sul Settecento a Ferrara. Nel 1971 fece acquistare diverse opere presso collezionisti e antiquari per arricchire le raccolte statali di Bologna e Ferrara, che furono esposte in una mostra allestita a Bologna. Nello stesso anno ottenne la libera docenza in storia dell'arte medievale e moderna.
Si preoccupò del degrado delle sculture esposte all'aperto: il Centro per la conservazione delle sculture all'aperto, di cui fu segretario, intitolato in seguito a Cesare Gnudi, organizzò sul tema convegni di esperti e furono condotti restauri sulla facciata del duomo di Ferrara e sulla basilica di San Petronio a Bologna.
Nel 1973-1974 fu incaricato dai ministri della pubblica istruzione e degli affari esteri di organizzare un'esposizione della pittura italiana del Settecento: la mostra fu esposta all'Ermitage di Leningrado, alla Galleria Tret'jakov di Mosca e al Museum Narodowe di Varsavia.
I suoi studi sulla scultura e sulla decorazione plastica seicentesca in Emilia-Romagna sfociarono in due pubblicazioni (Ordine e vaghezza del 1972, e Vaghezza e furore del 1976).
Nel 1977 divenne soprintendente ai beni artistici e storici per le province di Parma e Piacenza. Studiò la pittura settecentesca di Parma, sulla quale pubblicò una monografia nel 1978 (I fasti, i lumi, le grazie. Pittori del Settecento parmense).
Nel 1980 completò i restauri della cupola del duomo di Parma, mantenendo i ponteggi per un mese dopo la fine dei lavori per permettere al pubblico di ammirare da vicino gli affreschi, e completò la nuova sede della Galleria nazionale di Parma, progettata da Guido Canali.
L'Ente bolognese manifestazioni artistiche lo incaricò di progettare e realizzare una grande mostra sul tema dell'arte settecentesca in Emilia, con 3300 opere suddivise in cinque sezioni, di cui tre a Bologna, una a Parma (dal titolo L'arte a Parma dai Farnese ai Borbone) e una, di carattere neoclassico, nel palazzo Milzetti di Faenza, da poco divenuto di proprietà statale.
Passò dalla soprintendenza all'insegnamento universitario, dal 1989 all'università di Messina e dal 1993 presso l'l'università statale di Milano.

### Attività culturali a Bologna e altrove
Dal 1970 al 1995 fu consigliere comunale di Bologna, dove fu inoltre assessore alla cultura e due volte vicesindaco (nel 1985-1986 e nel 1989-1990).
Negli anni tra il 1983 e il 1984 iniziò a tenere, grazie ad un'idea di Mauro Felicori, una serie di conferenze d'arte nell'ambito del "Progetto giovani" del comune di Bologna, dedicato in primo luogo ai giovani, un nuovo settore di intervento del comune di Bologna che avrebbe dovuto rivolgersi ai ragazzi dai 17 ai 25 anni. Altre conferenze furono tenute tra il 1993 e il 2008.
Tra il 1995 e il 2001 è stato direttore dei Musei civici d'arte antica di Bologna, curando alcune mostre, tra le quali una dedicata a Donato Creti al Metropolitan Museum di New York e al County Museum of Art di Los Angeles (1998-99). Attuò inoltre nei musei l'iniziativa chiamata "Ospiti", accogliendo periodicamente opere in possesso di privati o comunque difficilmente visibili, che venivano illustrate in particolare al pubblico.
Dal 2004 è stato presidente della "Fondazione Dozza Città d'arte", che ha organizzato una serie di mostre a Bologna (mostre di Renzo Vespignani e di Nino Migliori nel 2004, di Sandro Luporini nel 2005 e di Zoran Mušič nel 2007).
Nel 2006 ha organizzato con Daniele Benati una grande mostra monografica su Annibale Carracci, esposta a Bologna e a Roma ed ha scritto sui cataloghi di altre esposizioni (Duecento, nel 2000, sui Bibiena nel 2001 e su Amico Aspertini nel 2008).

### Morte
Riccomini è morto il 25 dicembre 2023 a Bologna.

## Vita privata
Sposò una donna parmense ed ebbe due figli: Marco Nicolò e Anna Maria.

## Riconoscimenti
- La città di Bologna gli ha conferito nel 2001 l'Archiginnasio d'oro.[5]

## Opere
- Il Seicento ferrarese, Ferrara, Cassa di Risparmio di Ferrara, 1969, SBN NAP0165805.
- Settecento ferrarese, Ferrara, Cassa di Risparmio di Ferrara, 1970, SBN NAP0165814.
- Ordine e vaghezza. La scultura in Emilia nell'età barocca, Zanichelli Editore, Bologna, 1972.
- Italianskaja zivopis' XVIII vieka, catalogo della mostra a Leningrado, Mosca e Varsavia, edizione italiana: Pittura italiana del Settecento, pubblicata nella collana Rapporto della soprintendenza alle gallerie di Bologna, 20, 1974.
- Vaghezza e furore: la scultura del Settecento in Emilia, Zanichelli Editore, Bologna, 1977.
- I fasti, i lumi, le grazie. Pittori del Settecento parmense, Silvana editoriale d'arte, Milano, 1978.
- Arte del Settecento emiliano, catalogo della mostra a Bologna, Parma e Faenza, 5 volumi, Nuova Alfa Editore, Bologna, 1979.
- La più bella di tutte. La cupola del Correggio nel duomo di Parma, Amilcare Pizzi, Cinisello Balsamo, 1983.
- Il Correggio e il suo lascito: storia di un'eredità perduta e ritrovata, nel catalogo della mostra a Washington e Parma, Edizioni Artegrafica Silva, Parma, 1984.
- Gli affreschi parmensi del Correggio e del Parmigianino: vicende del gusto, tra bellezza ed eleganza, in Nell'età di Correggio e dei Carracci. Pittura in Emilia dei secoli XVI e XVII, catalogo della mostra a Bologna, Nuova Alfa Editoriale, Bologna, 1986.
- La pittura del Cinquecento nelle province occidentali dell'Emilia, in La pittura in Italia. Il Cinquecento, I, Electa, Milano, 1987.
- Il perditempo. Passeggiate per Bologna, Edizioni Tipoarte, Bologna, 1989 (ristampa, 2000).
- Un miracol d'arte senza esempio, in Un miracol d'arte senza esempio. La cupola del Correggio in San Giovanni Evangelista a Parma, Tipolitografia Benedettina Editrice, Parma, 1990.
- 1789 e dintorni. L'arte negli anni della rivoluzione francese, Editoriale Mongolfiera, Bologna, 1990.
- Gli inizi del Crespi: « Una maniera affatto nuova, tratta però da lunghi studi», in Giuseppe Maria Crespi 1665-1747, catalogo della mostra di Bologna, Nuova Alfa Editoriale, Bologna, 1990.
- Il perditempo, 2. Altre passeggiate per Bologna, Nuova Alfa Editoriale, Bologna, 1991.
- Aprilocchio. Un itinerario per scoprire le cinquanta cose più belle della città di Bologna, Nuova Alfa Editoriale, Bologna, 1991 (ristampa, 2000).
- A caccia di farfalle. Manuale semplice e breve per guardare quadri e sculture senza complessi d'inferiorità, Nuova Alfa Editoriale, Bologna, 1994 (II edizione Zanichelli, Bologna, 2005).
- La scultura farnesiana nel tempo barocco, in I Farnese. Arte e collezionismo. Studi, Edizioni Electa, Milano, 1995.
- Le variate e novissime invenzioni. Permanenze e mutamenti del gusto: gli affreschi nelle “magnifiche stanze” del palazzo di Zola, in Le magnifiche stanze. Paesaggio, architettura, decorazione e vita nella villa Palazzo degli Albergati, Edizioni Bolis, Bergamo, 1995.
- Una visita alla Galleria nazionale, in Galleria nazionale di Parma. Catalogo delle opere dall'antico al Cinquecento, FMR, Milano, 1997.
- Introduzione, in Donato Creti, Melanconia e perfezione (Donato Creti: Melancholy and Perfection; catalogo della mostra a New York e Los Angeles), Edizioni Olivares, Milano, 1998.
- Giovanni Antonio Burrini, collana Pittori d'Italia, 2, Edizioni Tipoarte, Ozzano Emilia, 1999.
- Il Barocco in geometria. Un paio di considerazioni sui Bibiena, in I Bibiena, una famiglia europea, catalogo della mostra a Bologna, Marsilio editori, Venezia, 2000.
- Sette saggi sul Correggio, in Quaderni della Fondazione Il Correggio, 5, 2003.
- L'arte a Bologna. Dalle origini ai giorni nostri, Editoriale Bologna srl, Bologna, 2003 (II edizione: Edizione Pendragon, Bologna, 2011).
- Correggio, collana I maestri, 22, Electa, Milano (Corrège, edizione francese, Gallimard, Parigi), 2005.
- Annibale. Studiosa letizia del dipingere all'italiana, in Annibale Carracci, catalogo della mostra a Bologna e Roma, Electa, Milano, 2006.
- L'Ercole trionfante. I tre Carracci a Casa Sampieri, Edizioni Minerva, Bologna, 2006.
- Wolfango. Grandi dipinti (1986), Aggiunte a Wolfango (1991), Giocattoli vecchi nuovi, far la pasta in cucina e altro (2004), in Wolfango ,catalogo della mostra a Bologna, Bonomia University Press, Bologna, 2008.
- Antiraphael. Tre contrasti circa la lingua italiana dell'arte, in Amico Aspertini 1474-1552. Artista bizzarro nell'eta di Dürer e Raffaello, catalogo mostra a Bologna, Silvana Editoriale, Cinisello Balsamo, 2008.
- Bologna narrata, Poligrafici Editoriale S.p.A., Bologna, 2010.
- Giacomo De Maria. Dodici pensieri fatti con le mani, Bonomia University Press, Bologna, 2010.